# Phytomyza orindensis
Phytomyza orindensis är en tvåvingeart som beskrevs av Spencer 1981. Phytomyza orindensis ingår i släktet Phytomyza och familjen minerarflugor. Inga underarter finns listade i Catalogue of Life.